# Anagram

Animatie: Aalscholver = Schollevaar

Een anagram of letterkeer is een woord of zin, gevormd uit de letters van een ander woord of een andere zin maar in een andere volgorde. Het maken van anagrammen is een geliefd woordspel. Anagrammen worden ook vaak gebruikt als pseudoniem.

## Nederlandse anagrammen

### Voorbeelden
Veel voorbeelden van anagrammen worden vermeld in Opperlandse taal- & letterkunde van Battus. Naast gewone anagrammen als kakstoel-koelkast noemt hij ook het opmerkelijke anagram aalscholver-schollevaar, dat zich onderscheidt doordat de woorden synoniem zijn, zodat ze elkaars aptagram zijn.

### Anagram in cryptogrammen
Anagrammen worden veelvuldig gebruikt in omschrijvingen van cryptogrammen, zoals 'eiland van Mandela' (Ameland), of 'stad van Herman' (Arnhem).

### Anagram als bewijs van een belangrijke ontdekking
Onderzoekers gebruikten in de zeventiende eeuw regelmatig anagrammen om vast te leggen dat zij een belangrijke ontdekking hadden gedaan. Mochten anderen dezelfde ontdekking doen en claimen dat zij de eerste waren dan kon de 'echte' ontdekker met het anagram aantonen dat hij dat was geweest. Een anagram geeft globaal aan wat er is ontdekt, maar onthult niet de precieze aard van de ontdekking.

### Anagram als pseudoniem
De Nederlandse politicus Bolkestein gebruikte Niels Kobet als pseudoniem voor zijn boek Floris, Count of Holland (1976). De Nederlandse zanger Harrie Jekkers trad solo op onder de naam Harry Klorkestein, waarbij de achternaam een anagram is van zijn band Klein Orkest.

### Het Beleg van Laken
De romancyclus Het Beleg van Laken van de Vlaamse schrijver Walter van den Broeck bestaat uit de vier delen Het beleg van Laken, Gek leven na het bal, Het gevallen baken en Het leven na beklag - allemaal anagrammen van elkaar (en er zijn er nog meer in de romans zelf verwerkt).

## Latijnse anagrammen
- De vraag van Pilatus in Johannes 18:38 "Quid est veritas?" (wat is waarheid?) en het antwoord daarop zoals dat door Augustinus wordt geciteerd: "Est vir qui adest" (het is de man die voor u staat).

## Enkele opvallende anagrammen
- Het pseudoniem Axl Rose van de Amerikaanse zanger William Bruce Bailey is een anagram van oral sex.
- De naam van de groep Fiction Plane van Joe Sumner is een anagram van Police Infant. Joe Sumner is de zoon van Sting, bekend van de groep The Police. Hij beweert dat het anagram toeval is.
- Het pseudoniem Voltaire is een anagram van Arouet l(e) j(eune), de echte naam van de schrijver-filosoof, waarbij geen onderscheid is gemaakt tussen u en v, en tussen i en j.
- Er zijn veel plaats-anagramparen, zoals Voorst en het Russische Rostov, de Nederlandse dorpjes Ledeacker en Eckelrade en het Benelux-paar Halsteren en Herentals. Een van de langste anagramplaatsparen is dat van de Nederlandse plaats Geldermalsen en de Zwitserse zustergemeente Dagmersellen.
- In 1982 bracht de Nederlandse zanger Harrie Jekkers het lied 'O, o, Den Haag' uit onder de naam Harry Klorkestein. De naam 'Klorkestein' is een anagram van 'Klein Orkest', de band waarvan Jekkers zanger en tekstdichter was.
- Op 8 december 2015 verschenen in de Volkskrant achter elkaar geplaatst twee ingezonden brieven. De eerste was ondertekend Arend Galrood, Groningen. De tweede was getekend André Doorlag, Groningen. Zowel voor- als achternaam zijn anagrammen, waarbij de achternamen ook nog elkaars gespiegelde zijn. Navraag leerde dat het inderdaad om twee verschillende personen gaat.
- Only Lyon, officiële slogan van de stad Lyon.[3]
- "Laptop machines" is een anagram van Apple Macintosh.
- "Avida Dollars" is een anagram van de surrealistische kunstenaar Salvador Dalí. Een naam bedacht door Frans schrijver, dichter en essayist André Breton. De naam werd gekozen naar aanleiding van Dalí's keuze voor het geld, toen hij nog in Amerika woonde[4].
- De Nederlandse schrijver Paul van Loon gebruikt in zijn boeken de naam P. Onnoval.

### Galilei's anagrammen
Een bekend verhaal over anagrammen is Galilei's ontdekking van de ring van Saturnus in 1610. Galilei herkende de ring niet, maar hij zag twee lichtvlekjes aan weerszijden van de planeet. Om de prioriteit van zijn ontdekking zeker te stellen, maar er niet te veel over bekend te maken, publiceerde hij een anagram. Daardoor kon hij, als een ander de ring ontdekte, aantonen dat hij de ring zelf al eerder had gezien. Dat anagram was smaismrmilmepoetaleumibunenugttauiras, wat opgelost kon worden als
Altissimum planetam tergeminum observavi ("Ik heb de verste planeet in drievoudige vorm gezien").
Kepler ontcijferde het anagram echter als
Salue umbistineum geminatum Martia proles ("Gegroet, twee zonen die Mars gezelschap houden"),
en dacht dus dat Galilei twee manen bij Mars had gevonden. Pas veel later bleek deze fout voorspellende waarde te hebben, want Mars heeft inderdaad twee maantjes, maar die werden pas eeuwen later, in 1877, met een betere telescoop ontdekt.
Toen Galileo ontdekte dat Venus, evenals de maan, fasen vertoont, schreef hij een anagram dat ook (vrijwel) een goede zin is:
haec immatura a me jam frustra leguntur oy ("Deze onrijpe zaken zijn al vergeefs door mij gelezen"). Het slotwoord oy betekent niets maar was nodig om het anagram af te maken. Bovendien staat er een a te veel in de zin.
De juiste oplossing was:
Cynthia figures aemulatur mater amorum ("De moeder van de liefde imiteert de vormen van Cynthia" - Cynthia is de godin van de maan en Venus is de moeder van Amor.)
Kepler kon dit waarschijnlijk niet oplossen, maar soms wordt beweerd dat hij de tekst ontcijferde als:
Macula rufa in Jove est gyratur mathemmar ("Een rode vlek draait op Jupiter mathematisch rond")
Er is inderdaad een rode vlek op Jupiter, maar die heeft Galileo nooit kunnen zien.

### Huygens' anagrammen
Constantijn Huygens maakte er een sport van anagrammen te maken van namen en daarmee iets over diens karaktertrekken weer te geven. Amelie de Solms (Amalia van Solms) wordt: sommeille dáise (vert.: aangenaam slaperig) of sale de sommeil (vert. slonzig van slaap). Zijn eigen naam: Constantinus Hugenius wordt: Continuus, haut segnis (vert. zonder ophouden, allesbehalve lui).
Ontdekking maan van Saturnus
Christiaan Huygens ontdekte in 1655 een maan van Saturnus, in de zeventiende eeuw de verst bekende planeet in ons zonnestelsel. Hij onderzocht dit verschijnsel net zo lang totdat hij er zeker van was dat de omlooptijd van deze maan zestien dagen en vier uur is. Dit legde hij vast in een anagram met onderstaand citaat van Ovidius, Romeins dichter uit de Oudheid. De letters, die hij niet in het citaat kwijt kon, zette hij erachter. Dit anagram stuurde hij in een brief naar o.a. de Engelse wiskundige John Wallis.
admovere oculis distantia sidera nostris vvvvvvvvcc crrhnbqx,
(Ze brachten de verre sterren naar onze ogen)
In de juiste volgorde staat hier:
Saturno luna sua circumducitur diebus sexdecim horis quatuor
(Om Saturnus loopt zijn maan in zestien dagen en vier uur.)
Een deel van het anagram staat gegraveerd in de rand van het objectief waardoor hij de waarneming deed.